# متحف مدينة نيويورك
متحف مدينة نيو يورك (بالإنجليزية: Museum of the City of New York)‏ هو أول متحف يقدم عرض دائم حول تاريخ نيويورك الكامل تحت إسم " قلب نيويورك". تأسس متحف مدينة  نيويورك (MCNY) في عام 1923 في مانهاتن نيويورك, على يد هنري كولين براون, و يختص في التاريخ و الفن. يهدف إلى حماية و تمثيل تاريخ المدينة وسكانها, يقع بين شارعين الشرقيين 103 إلى 104 قبالة سنترال بارك في الجانب الشمالي الشرقي من مانهاتن, في النهاية الشمالية من الشارع الخامس تحديدا في  شارع المتاحف (Museum Mile).
بني المتحف ذو الطوب الأحمر و الحافة الرخامية في 1929-1930, و صممه جوزيف فريدلاندر بأسلوب الحقبة الجورجية. مع تمثال لألكسندر هاملتون ودويت كلنتون نحتهما أدلف ألكسندر وينمان مقابلين سنترال بارك من منافذ في الواجهة.
يعتبر هذا المتحف منظمة خاصة غير ربحية تتلقى دعم من الحكومة كونها  جزء من مجموعة المؤسسات الثقافية في نيويورك, المعروفة أيضا ب "CIG". من بين وسائل الدخل الأخرى التي تستفيد منها نجد: الهبات, رسوم الدخول و المساهمات.

## تاريخ
تمركز المتحف في سنواته الأولى بمنزل غارسيا, حيث كان محدود المساحة. من بين أهم العروض التي قدمها في بداياته كانت " نيويورك القديمة" التي عرضت في مبنى الفنون الجميلة غرب شارع 57 في سنة 1926. أدى نجاح هذا المشروع إلى الرغبة في التوسع و بداية رحلة البحث عن مكان دائم للمتحف. أقيمت مسابقة تصميم معماري بين خمسة معماريين, إنتهت بفوز فريدلاندر بتصميم النهضة الإستعمارية. تبرعت الدولة بموقع في الشارع الخامس,أما أموال البناء تم جمعها عن طريق الإشتراك العام. تسبب انهيار بورصة وول ستريت سنة 1929, إلى تقليص مخططات البناء الأصلية ورغم ذلك افتتح المبنى في 11 جانفي 1932.
عين المتحف كمعلم لمدينة نيويورك في 24 جانفي 1967.
تلقى المتحف في سنة 1982, القلادة الذهبية لجائزة منظمة المئة سنة لنيويورك. عربون اعتراف للإسهامات البارزة التي قدمها لمدينة نيويورك.

## إقتراح النقل

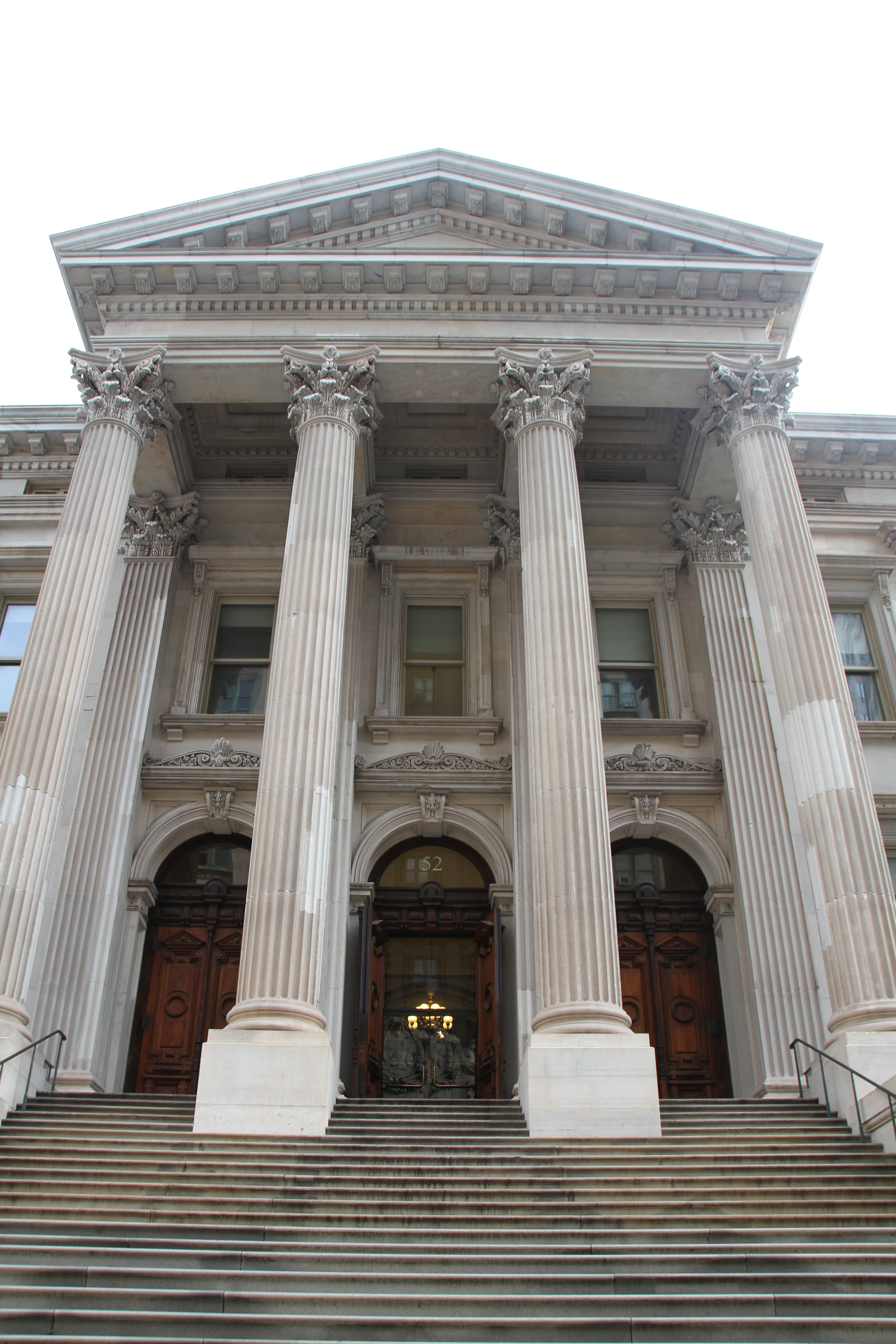
المدخل الرئيسي لمحكمة تويد, التي عرضت كخيارلإحتضان المقرالجديد للمتحف.

في عام 2000, أعلمت إدارة العمدة رودي غيلياني  بأن المتحف سينقل إلى  محكمة تويد التاريخية قرب سيتي هول  في منهاتن السفلى. ثم انتقل متحف ديل باريو عبر الشارع ليحتل مكان مبنى متحف مدينة نيويورك الحالي. تم إلغاء هذا القرار من قبل إدارة مايكل بلومبرج الجديدة، والتي قررت استخدام المحكمة كمقر لإدارة التعليم الجديدة في مدينة نيويورك، مما تسبب في قيام مدير  كلية متروبوليتان بنيويورك (MCNY) آنذاك روبرت ماكدونالد بتقديم استقالته. تم استبدال ماكدونالد في عام 2002  بسوزان هينشو جونز، الذي كان في ذلك الوقت رئيس متحف البناء الوطني في العاصمة واشنطن.
كانت هناك أيضًا محاولة لدمج المتحف مع جمعية نيويورك التاريخية، والتي لم تؤت ثمارها ، وتم نقل المتحف لتوفير بعض المساحة  في مركز التجارة العالمي.

## التوسع

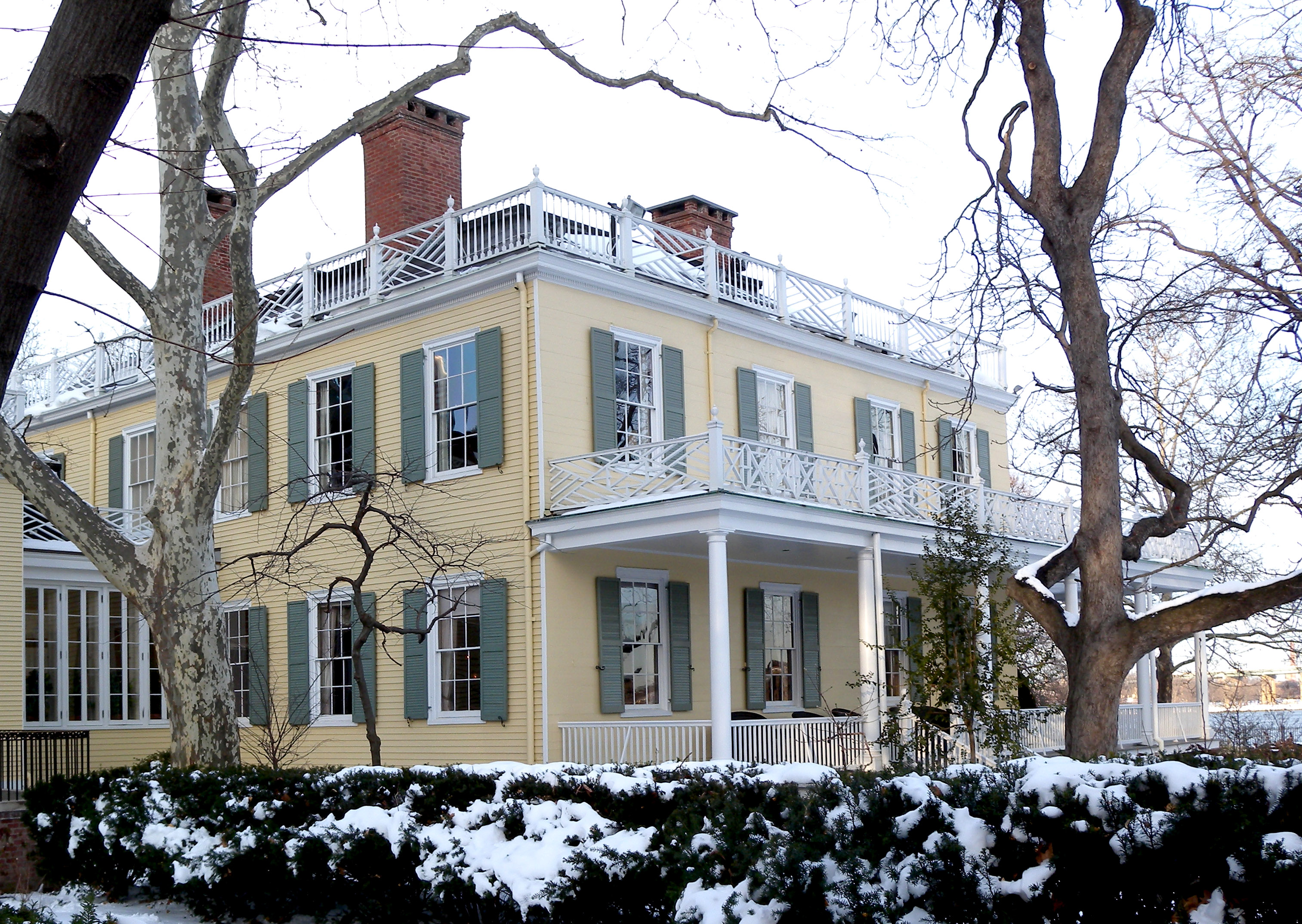
منزل غارسيا, بيت الأساسي للعمدة والمقر الأول للمتحف.

أعادت مديرة المتحف السابقة، سوزان هينشو جونز،  MCNY إلى الحي الشرقي بهارلم من خلال التخطيط لتمديد المتحف. تم وضع حجر الأساس لهذا التمديد ، والذي تضمن تحديث في مساحة المعرض الحالية ، بالإضافة إلى جناح جديد ، تمت هذه التغييرات في 2 أغسطس 2006, إكتملت في فبراير 2008 و إحتضن الإفتتاح في وقت لاحق من نفس السنة.
، الذي صممته شراكة  Polshek,  هو إضافة زجاجية تبلغ مساحتها 3000 قدم مربع (280 متر مربع) ، والتي تحتوي على مستويين لعرض القطع الأثرية. كما تم ترميم مبنى النهضة الجورجية الأصلي لعام 1932 خلال هذا المشروع ، بالإضافة إلى إضافات مثل خزينة للمجموعة الفضية الخاصة بالمتحف ، غرفة أبحاث وغرفة للتعامل مع القطع الأثرية. بلغت التكاليف الإجمالية للمرحلة الأولى من التجديدات 28 مليون دولار.
في أواخر عام 2011 ، تولى المتحف مؤقتًا تشغيل متحف ساوث ستريت سيبورت الذي أعيد افتتاحه في يناير 2012. المجموعات

## المجموعة الأثرية
تضم مجموعة المتحف أكثر من 1.5 مليون قطعة – أغلبها قطع يعود تاريخها إلى القرن التاسع عشر وأوائل القرن العشرين – وتشمل اللوحات والرسومات والمطبوعات، بما في ذلك أكثر من 3000 من قبل Currier  و Ives ، والصور الفوتوغرافية التي تضم مدينة نيويورك وسكانها ، بالإضافة إلى الأزياء والأشياء الزخرفية والأثاث والألعاب العتيقة - يعتبر هذا المتحف الأول في الولايات المتحدة الذي ينشئ قسمًا لتنظيم الألعاب – نماذج السفن ,الكتب والمخطوطات النادرة, المجموعات البحرية والعسكرية ومجموعات الشرطة و الإطفائية ومجموعة المسرح التي توثق  العصر الذهبي لمسرح برودواي. هناك أيضًا مجسمات تعرض تاريخ المدينة و بيئتها المادية.
من بين الأشياء النادرة المتواجدة في المتحف هو كرسي كان ينتمي إلى سارة رابيلي، ابنة  يوريس يانسن رابيلي من نيو أمستردام ، ويقال إنها أول مولود يولد في ولاية نيويورك من أصل أوروبي, تم التبرع بهذا الكرسي من قبل أحفادها ال " Brinckerhoff".
يشتهر المتحف بمجموعته الشاملة من الصور الفوتوغرافية ، والتي تشمل أعمال المصورين المشهورين مثل بيرسي بايرون  وجاكوب ريس وبرينيس أبوت، بالإضافة إلى العديد من صور فوتوغرافية لمشروع الفن الفيدراليفي خلال فترة الكساد. تتضمن المجموعة أيضًا التصوير الفوتوغرافي الثابت للمخرج السينمائي ستانلي كوبريك.
كما حضنت MCNY  لمدة طويلة غرفتين مفروشتين من منزل جون روكفلر، التي تبرعت بها عائلة روكفلر في عام 2008، تخلص المتحف من تلك الغرف ، من خلال التبرع بواحدة لمتحف متروبوليتان للفنون والأخرى لمتحف فرجينيا للفنون الجميلة. الجدير بالذكر أيضا هو نموذج من نيو أمستردام المبني على حسب خطة كاستيلو لعام 1660.

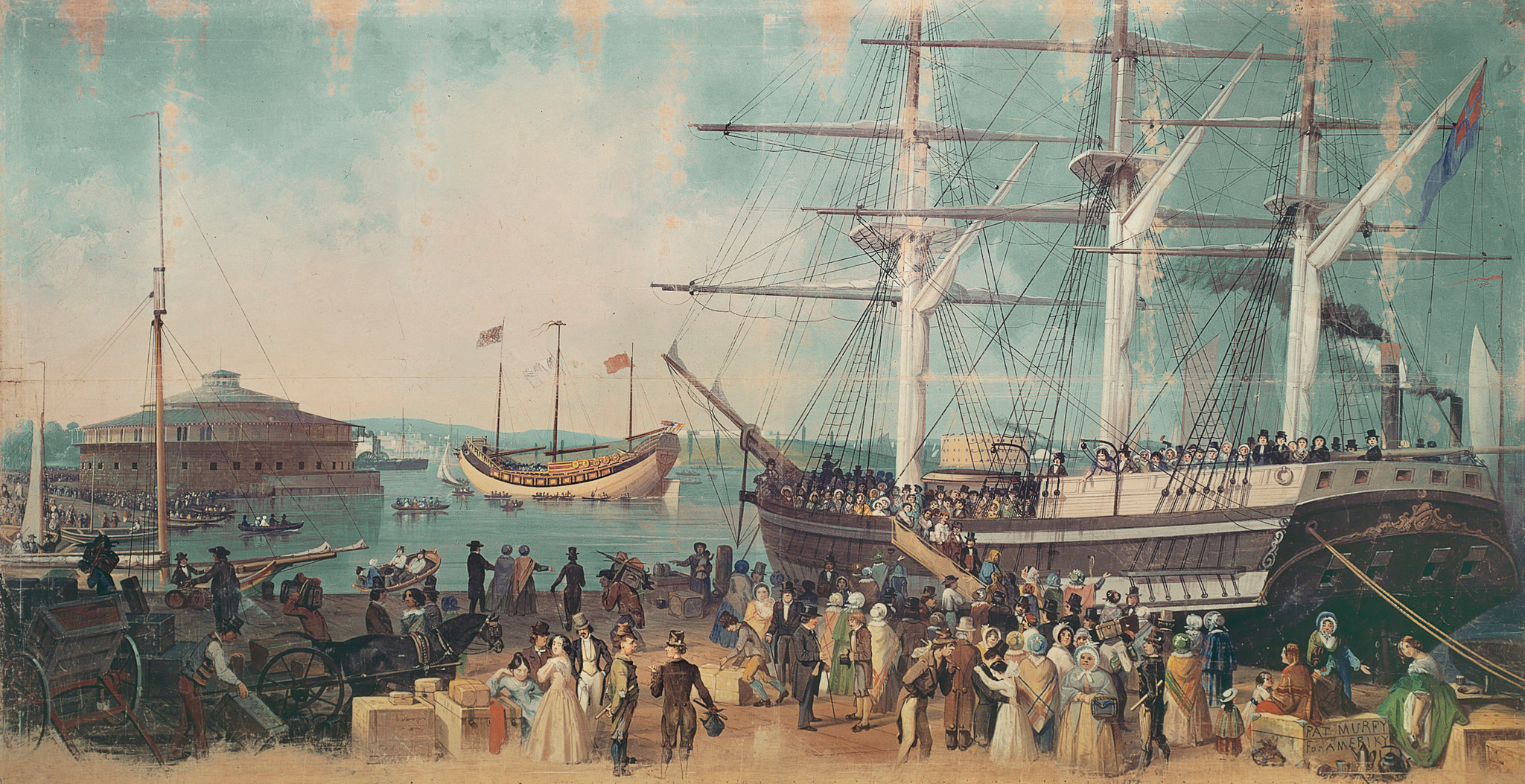
«خليج وميناء نيويورك» بقلم صموئيل وو (1814-1885)، يصور وصول Junk Keying إلى ميناء نيويورك في يوليو 1847 (لوحة مائية على قماش، c.1853-1855، متحف مدينة نيويورك).

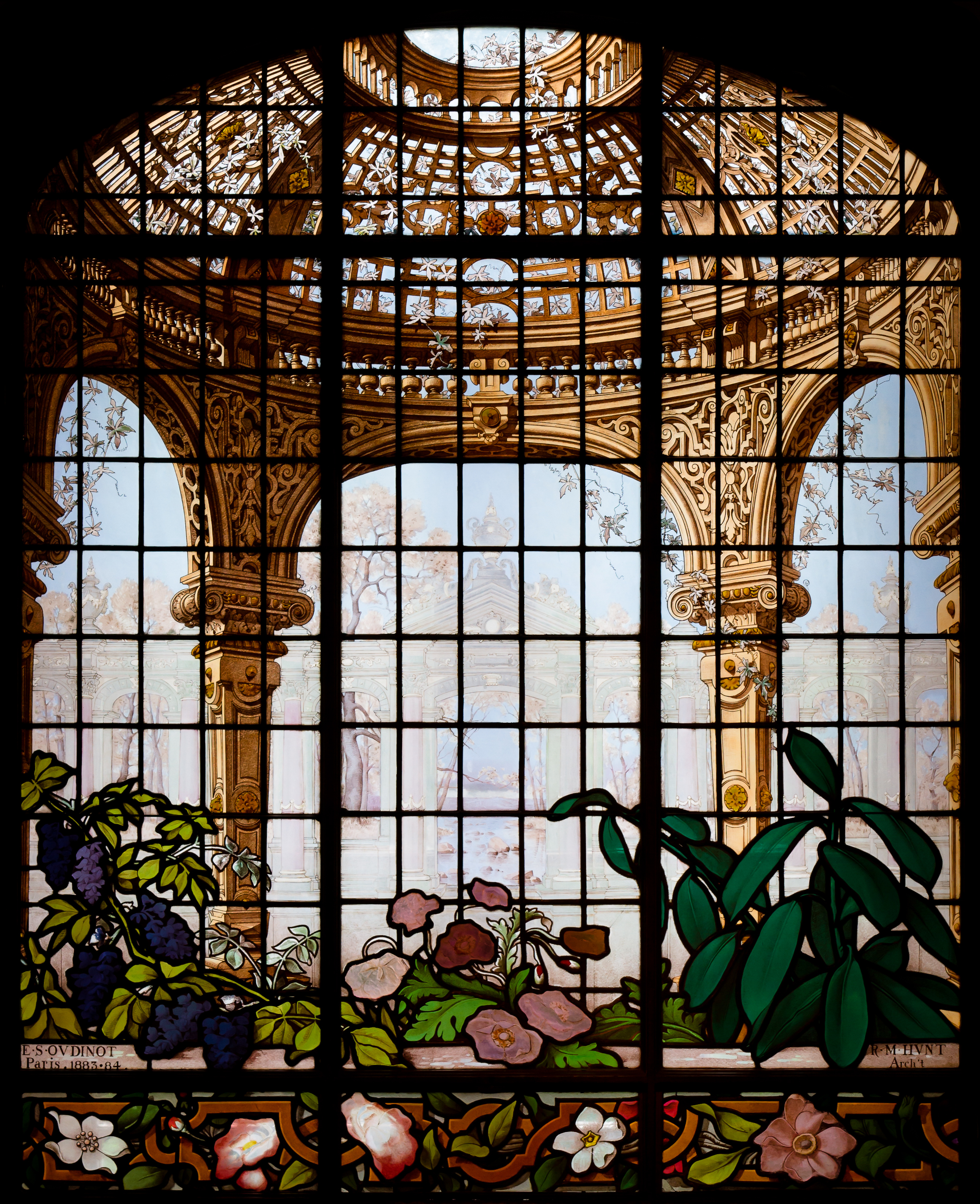
نافذة منزل هنري جوردون ماركاند (حوالي 1883-1884)، صممها ريتشارد موريس هانت (1827-1895) وصنعها يوجين ستانيسلاس أودينوت (1827-1889)

### وصلات خارجية
- الموقع الرسمي للمتحف